# Johannes Cornelis Roelandse
Johannes Cornelis (Jan) Roelandse (Leiden, 6 april 1888 - Leiderdorp, 19 maart 1978) was een Nederlands kunstschilder. Hij wordt gerekend tot de Leidse Impressionisten of Leidse School, een groep schilders die in de eerste helft van de twintigste eeuw in de traditie van de Haagse School werkten. Roelandse werkte veelal met olieverf, in zijn jonge jaren etste en aquarelleerde hij.
Ook maakte hij veel tekeningen (conté, krijt, houtskool en potlood).
Zijn stijl wordt meestal omschreven als laat-Haagse school. Zijn impressionisme had meer betrekking op de losse manier waarop hij zijn onderwerpen weergaf dan op zijn kleurgebruik. Wel zocht hij in zijn latere jaren nog naar een wat expressiever kleurgebruik.
Roelandse schilderde veel landschappen, maar ook stillevens, portretten, paarden, koeien, schepen en stads- en dorpsgezichten.
Hij schilderde veel op locatie, en veel van zijn werk is daardoor topografisch herkenbaar: een groot gedeelte beeldt plaatsen in het Groene Hart rond Leiden - Leiderdorp uit. Hij zwierf met z'n motor, later brommer, en met z'n boot "Roeland" rond, ook door de rest van Nederland en legde op die manier veel karakteristieke plekken vast. Soms in een vlotte schets, dan weer met een goed uitgewerkt schilderij.
De kunstenaar was korte tijd lid van de schildersgenootschappen Ars Aemula Naturae en De Kunst om de Kunst. Hij kreeg wel aanwijzingen van de schilders Floris Verster en Willem van der Nat, maar omschreef zichzelf toch altijd als autodidact. Roelandse ontving in 1927 en 1928 de Koninklijke Subsidie voor de Schilderkunst.
Het Stedelijk Museum De Lakenhal in Leiden, de Leidse Universiteitsbibliotheek (9 etsen en tekeningen in de voormalige Prentenkabinet-collectie), de gemeente Leiderdorp, de gemeente Alkemade, het Katwijks Museum en het Leiderdorps Museum, Teylers Museum Haarlem (een ets), Rijksmuseum Amsterdam (een ets) bezitten werk van hem.
Tentoonstellingen en verkoop-exposities voor zover bekend:
Kunsthandel Korenhoff (1920), Kunsthandel Sala (1925), Ere-tentoonstelling Lakenhal (juni 1949), Kunsthandel Art Deco (1997), alle te Leiden.
Leythenrode (1979), Dorpskerk (1983), Gemeentehuis (1996), Leiderdorps Museum (2012 en 2018), alle te Leiderdorp.
Verder nam hij deel aan de groepstentoonstelling Onze Kunst van Heden (1939) in het Rijksmuseum Amsterdam.
In de film Impressions de Paris (1953) van Nico Crama is de schilder J.C. Roelandse kort te zien schilderend langs de Seine in Parijs.
Het totale aantal werken op zijn naam is onbekend, maar Roelandse had als beroeps-kunstschilder in zijn lange leven een grote productie, en gebruikte zijn werk soms ook direct als betaalmiddel. Veel van het werk van deze schilder is daarom in bezit van particulieren in de omgeving van Leiden en Leiderdorp, maar duikt ook op bij particulieren,veilingen en kunsthandels door heel Nederland en soms zelfs in Amerika, Australië en enkele andere landen. Een groot deel van zijn werk is gefotografeerd en via het virtuele museum-jcroelandse toegankelijk gemaakt voor het publiek. Van veel van zijn werk is de herkomst niet bekend en dus is het ook niet altijd met zekerheid vast te stellen dat het van zijn hand is.